# Amin Irmatowitsch Nijasow
Amin Irmatowitsch Nijasow (russisch Амин Ирматович Ниязов; usbekisch Амин Эрматович Ниёзов Amin Ermatovich Niyozov; * 7. November 1903 in Ak-Tepe, Oblast Fergana; † 26. Dezember 1973 in Taschkent) war ein usbekisch-sowjetischer Politiker. Er war Vorsitzender des Präsidiums des Obersten Sowjets der Usbekischen SSR und Erster Sekretär des Zentralkomitees der Kommunistischen Partei Usbekistans.

## Leben
Njasow wurde als Sohn einer Bauernfamilie geboren. 1919 arbeitete er zunächst für den Ernährungsausschuss in Fergana und war dann Sekretär des Stadtkomitees von Fergana des Komsomol. In den zwanziger Jahren arbeitete er für die usbekische Tscheka und war Leiter der Finanzabteilung der Oblast Fergana. Nijasow trat 1925 der Kommunistischen Allunions-Partei (Bolschewiki) (WKP(B)), der späteren KPdSU, bei. Von 1930 bis 1934 studierte er an der Industrieakademie „J. W. Stalin“. Ab 1935 führte er verschiedene Funktionen in Wirtschaft und Partei aus. Von 1940 bis 1946 war er Volkskommissar für Finanzen der Usbekischen SSR und 1946/1947 Stellvertretender Vorsitzender des Rates der Volkskommissare der Usbekischen SSR. Von März 1947 bis August 1950 war Nijasow schließlich Vorsitzender des Präsidiums des Obersten Sowjets der Usbekischen SSR.
Von April 1950 bis Dezember 1955 fungierte Nijasow als Erster Sekretär des Zentralkomitees der Kommunistischen Partei Usbekistans. 1956/1957 war er Minister für Kommunalwirtschaft der Usbekischen SSR.
Nijasow war von Oktober 1952 bis Februar 1956 Mitglied der ZK der KPdSU sowie von 1946 bis 1958 Abgeordneter des Obersten Sowjets der UdSSR.

## Auszeichnungen
Nijasow wurde jeweils zweimal mit dem Leninorden, dem Rotbannerorden und dem Orden des Roten Sterns ausgezeichnet.